# Carabao Island (Cavite)
Carabao Island ist eine kleine philippinische Insel am südwestlichen Ausgang der Manilabucht zum Südchinesischen Meer.

## Verwaltung
Die unbewohnte Insel gehört zur philippinischen Provinz Cavite.